# Список війн до н. е.
|  | Службовий список статей, створений для координації робіт з розвитку теми. Це попередження не встановлюється на інформаційні списки і глосарії. |

## Доісторичні — 1000 до н. е
| Початок          | Кінець           | Назва конфлікту                                                                                       | Учасники                                                                                 | Учасники                                                                                      |
| Початок          | Кінець           | Назва конфлікту                                                                                       | Переможці (якщо підходить)                                                               | Переможені (якщо підходить)                                                                   |
| ---------------- | ---------------- | --- | ---------------------------------------------------------------------------------------- | --------------------------------------------------------------------------------------------- |
| бл. 3100 до н.е. | бл. 3100 до н.е. | Об’єднання Нижнього та Верхнього Єгипту                                                               | Верхній Єгипет під проводом фараона Нармера                                              | Нижній Єгипет                                                                                 |
| бл. 2650 до н.е. | бл. 2650 до н.е. | Війна Кішу та Еламу                                                                                   | Кіш                                                                                      | Елам                                                                                          |
| бл. 2600 до н.е. | бл. 2600 до н.е. | Облога Аратти Енмеркаром                                                                              | Урук                                                                                     | Аратта                                                                                        |
| бл. 2600 до н.е. | бл. 2600 до н.е. | Кампанії фараона Снофру                                                                               | Єгипет                                                                                   | Нубія Лівія Левант                                                                            |
| бл. 2500 до н.е. | бл. 2500 до н.е. | Кампанії Еаннатума                                                                                    | Лагаш                                                                                    | Ур Урук Ларса Ніппур Акшак та інші                                                            |
| бл. 2450 до н.е. | бл. 2450 до н.е. | Перша війна за незалежність Умми                                                                      | Лагаш                                                                                    | Умма                                                                                          |
| бл. 2400 до н.е. | бл. 2400 до н.е. | Друга війна за незалежність Умми                                                                      | Лагаш Урук                                                                               | Умма                                                                                          |
| бл. 2334 до н.е. | бл. 2279 до н.е. | Створення Аккадської імперії                                                                          | Аккад Кіш (після загарбання)                                                             | Кіш (перед загарбанням) Лагаш Урук Умма Ур та інші                                            |
| бл. 2270 до н.е. | бл. 2270 до н.е. | Аккадське вторгнення до Еламу                                                                         | Аккадська імперія                                                                        | Елам                                                                                          |
| бл. 1770 до н.е. | бл. 1760 до н.е. | Завоювання Хамурапі                                                                                   | Вавилон Ларса (до 1763 до н.е.) Ямхад Марі (до 1763 до н.е.) інші маленькі міста-держави | Елам Ларса (після 1763 до н.е.) Марі (після 1763 до н.е.) Ассирія інші маленькі міста-держави |
| бл. 1770 до н.е. | бл. 1763 до н.е. | Еламська атака Вавилону Частина завоювань Хамурапі                                                    | Вавилон Ларса                                                                            | Елам                                                                                          |
| бл. 1760 до н.е. | бл. 1760 до н.е. | Північна кампанія Хамурапі Частина завоювань Хамурапі                                                 | Вавилон                                                                                  | Марі та союзники                                                                              |
| бл. 1760 до н.е. | бл. 1760 до н.е. | Ассирійська кампанія Хамурапі Частина завоювань Хамурапі                                              | Вавилон та союзники                                                                      | Ассирія та союзники                                                                           |
| бл. 1740 до н.е. | бл. 1595 до н.е. | Розкол та занепад Вавилонської імперії                                                                | Хеттська імперія Касити Ассирія інші союзники                                            | Вавилон Амореї                                                                                |
| бл. 1650 до н.е. | бл. 1620 до н.е. | Кампанії Хаттусілі І                                                                                  | Хеттська імперія Касити Ассирія інші союзники                                            | Алалах Арцава Хурити                                                                          |
| бл. 1650 до н.е. | бл. 1580 до н.е. | Вторгнення гіксосів до Єгипту                                                                         | Гіксоси                                                                                  | Єгипет                                                                                        |
| бл. 1600 до н.е. | бл. 1595 до н.е. | Кампанії Мурсілі І                                                                                    | Хеттська імперія                                                                         | Яхмад Вавилон                                                                                 |
| бл. 1457 до н.е. | бл. 1428 до н.е. | Кампанії фараона Тутмоса ІІІ                                                                          | Єгипетська імперія                                                                       | Ханаан Кадеш Мегіддо Мітанні Туніп Фінікія Бібл Мукиш Нубія                                   |
| бл. 1457 до н.е. | бл. 1456 до н.е. | Перша сирійська кампанія Тутмоса ІІІ Частина кампаній Тутмоса ІІІ                                     | Єгипетська імперія                                                                       | Ханаан Кадеш Мегіддо Мітанні                                                                  |
| бл. 1456 до н.е. | бл. 1455 до н.е. | Друга сирійська кампанія Тутмоса ІІІ Частина кампаній Тутмоса ІІІ                                     | Єгипетська імперія                                                                       | Ханаан                                                                                        |
| бл. 1455 до н.е. | бл. 1454 до н.е. | Третя сирійська кампанія Тутмоса ІІІ Частина кампаній Тутмоса ІІІ                                     | Єгипетська імперія                                                                       | Ханаан                                                                                        |
| бл. 1454 до н.е. | бл. 1453 до н.е. | Четверта сирійська кампанія Тутмоса ІІІ Частина кампаній Тутмоса ІІІ                                  | Єгипетська імперія                                                                       | Ханаан                                                                                        |
| бл. 1450 до н.е. | бл. 1449 до н.е. | П’ята сирійська кампанія Тутмоса ІІІ Частина кампаній Тутмоса ІІІ                                     | Єгипетська імперія                                                                       | Ханаан Кадеш Туніп Фінікія                                                                    |
| бл. 1449 до н.е. | бл. 1448 до н.е. | Шоста сирійська кампанія Тутмоса ІІІ Частина кампаній Тутмоса ІІІ                                     | Єгипетська імперія                                                                       | Бібл Кадеш                                                                                    |
| бл. 1448 до н.е. | бл. 1447 до н.е. | Сьома сирійська кампанія Тутмоса ІІІ Частина кампаній Тутмоса ІІІ                                     | Єгипетська імперія                                                                       | Фінікія                                                                                       |
| бл. 1447 до н.е. | бл. 1446 до н.е. | Єгипетське вторгнення до Мітанні (Восьма сирійська кампанія Тутмоса ІІІ) Частина кампаній Тутмоса ІІІ | Єгипетська імперія                                                                       | Мітанні                                                                                       |
| бл. 1445 до н.е. | бл. 1444 до н.е. | Дев’ята сирійська кампанія Тутмоса ІІІ Частина кампаній Тутмоса ІІІ                                   | Єгипетська імперія                                                                       | Мукиш                                                                                         |
| бл. 1444 до н.е. | бл. 1443 до н.е. | Десята сирійська кампанія Тутмоса ІІІ Частина кампаній Тутмоса ІІІ                                    | Єгипетська імперія                                                                       | Мітанні                                                                                       |
| бл. 1443 до н.е. | бл. 1442 до н.е. | Одинадцята сирійська кампанія Тутмоса ІІІ Частина кампаній Тутмоса ІІІ                                | Єгипетська імперія                                                                       | Невідомо                                                                                      |
| бл. 1442 до н.е. | бл. 1441 до н.е. | Дванадцята сирійська кампанія Тутмоса ІІІ Частина кампаній Тутмоса ІІІ                                | Єгипетська імперія                                                                       | Невідомо                                                                                      |
| бл. 1441 до н.е. | бл. 1440 до н.е. | Тринадцята сирійська кампанія Тутмоса ІІІ Частина кампаній Тутмоса ІІІ                                | Єгипетська імперія                                                                       | Мукиш                                                                                         |
| бл. 1440 до н.е. | бл. 1439 до н.е. | Чотирнадцята сирійська кампанія Тутмоса ІІІ Частина кампаній Тутмоса ІІІ                              | Єгипетська імперія                                                                       | Шасу                                                                                          |
| бл. 1439 до н.е. | бл. 1438 до н.е. | П’ятнадцята сирійська кампанія Тутмоса ІІІ Частина кампаній Тутмоса ІІІ                               | Єгипетська імперія                                                                       | Невідомо                                                                                      |
| бл. 1438 до н.е. | бл. 1437 до н.е. | Шістнадцята сирійська кампанія Тутмоса ІІІ Частина кампаній Тутмоса ІІІ                               | Єгипетська імперія                                                                       | Невідомо                                                                                      |
| бл. 1437 до н.е. | бл. 1436 до н.е. | Сімнадцята сирійська кампанія Тутмоса ІІІ Частина кампаній Тутмоса ІІІ                                | Єгипетська імперія                                                                       | Мітанні Кадеш Туніп                                                                           |
| бл. 1429 до н.е. | бл. 1428 до н.е. | Нубійська кампанія Тутмоса ІІІ Частина кампаній Тутмоса ІІІ                                           | Єгипетська імперія                                                                       | Нубія                                                                                         |
| бл. 1279 до н.е. | бл. 1213 до н.е. | Війни фараона Рамсеса ІІ                                                                              | Єгипетська імперія                                                                       | Шердани Ханаан Хеттська імперія                                                               |
| бл. 1278 до н.е. | бл. 1278 до н.е. | Війна Рамсеса ІІ з шерданськими морськими піратами Частина війн Рамсеса ІІ                            | Єгипетська імперія                                                                       | Шердани (морські пірати)                                                                      |
| бл. 1276 до н.е. | бл. 1275 до н.е. | Перша сирійська кампанія Рамсеса ІІ Частина війн Рамсеса ІІ                                           | Єгипетська імперія                                                                       | Ханаан                                                                                        |
| бл. 1274 до н.е. | бл. 1274 до н.е. | Друга сирійська кампанія Рамсеса ІІ Частина війн Рамсеса ІІ                                           | Єгипетська імперія                                                                       | Ханаан                                                                                        |
| бл. 1270 до н.е. | бл. 1270 до н.е. | Третя сирійська кампанія Рамсеса ІІ Частина війн Рамсеса ІІ                                           | Єгипетська імперія                                                                       | Хеттська імперія                                                                              |
| бл. 1260 до н.е. | бл. 1260 до н.е. | Нубійська кампанія Рамсеса ІІ Частина війн Рамсеса ІІ                                                 | Єгипетська імперія                                                                       | Нубія                                                                                         |
| бл. 1260 до н.е. | бл. 1240 до н.е. | Троянська війна                                                                                       | Ахейці (в основному Мікени та Спарта)                                                    | Троя                                                                                          |
| бл. 1175 до н.е. | бл. 1175 до н.е. | Битва за дельту Нілу                                                                                  | Єгипет                                                                                   | Народи моря                                                                                   |
| бл. 1110 до н.е. | бл. 1110 до н.е. | Війна Вавилону та Еламу                                                                               | Вавилон                                                                                  | Елам                                                                                          |
| бл. 1046 до н.е. | бл. 1046 до н.е. | Війна династій Шан та Чжоу                                                                            | Чжоу та повстанці                                                                        | Шан                                                                                           |

## 1000-1 до н.е.
| Кінець      | Початок                                 | Назва конфлікту                                                                         | Учасники                                                                | Учасники                                                    |
| Кінець      | Початок                                 | Назва конфлікту                                                                         | Переможці (якщо підходить)                                              | Переможені (якщо підходить)                                 |
| ----------- | --------------------------------------- | --------------------------------------------------------------------------------------- | ----------------------------------------------------------------------- | ----------------------------------------------------------- |
| 854 до н.е. | 846 до н.е.                             | Загарбання Араму Ассирією                                                               | Ассирійська імперія                                                     | Арам                                                        |
| 740 до н.е. | 720 до н.е.                             | Перша Мессенська війна                                                                  | Спарта                                                                  | Мессенія                                                    |
| 732 до н.е. | 721 до н.е.                             | Нубійське завоювання Єгипту                                                             | Нубія                                                                   | Єгипет                                                      |
| 722 до н.е. | 481 до н.е.                             | Війни періоду Чуньцю                                                                    | Хань Вей Жао Цінь Чу Ян інші міста-держави                              | Менші міста-держави                                         |
| 714 до н.е. | 706 до н.е.                             | Війна Урарту та Ассирії                                                                 | Ассирійська імперія                                                     | Урарту                                                      |
| 703 до н.е. | 689 до н.е.                             | Війна Ассирії з Вавилоном                                                               | Ассирійська імперія                                                     | Вавилон Халдея Елам                                         |
| 701 до н.е. | 701 до н.е.                             | Юдейська кампанія Сінаххеріба                                                           | Юдейське царство                                                        | Ассирійська імперія                                         |
| 685 до н.е. | 668 до н.е.                             | Друга Мессенська війна                                                                  | Спарта та союзники                                                      | Мессенія та союзники                                        |
| 671 до н.е. | 664 до н.е.                             | Війна Ассирії та Єгипту                                                                 | Ассирійська імперія                                                     | Єгипет                                                      |
| 655 до н.е. | 639 до н.е.                             | Ассирійське загарбання Еламу                                                            | Ассирійська імперія                                                     | Елам                                                        |
| 652 до н.е. | 648 до н.е.                             | Громадянська війна в Ассирії                                                            | Ассирійська імперія                                                     | Ассирійський Вавилон Халдея Гутії Елам                      |
| 642 до н.е. | 338 до н.е.                             | Латинські війни                                                                         | Римське Царство (до 509 до н.е.) Римська республіка (після 509 до н.е.) | Італіки                                                     |
| 626 до н.е. | 626 до н.е.                             | Вавилонське повстання (612 до н.е.)                                                     | Вавилонія                                                               | Ассирійська імперія                                         |
| 614 до н.е. | 614 до н.е.                             | Падіння Ашшура (614 до н.е.)                                                            | Вавилонія Мідія                                                         | Ассирійська імперія                                         |
| 612 до н.е. | 612 до н.е.                             | Битва за Ніневію (612 до н.е.)                                                          | Вавилонія Мідія Скіфи Кімерійці                                         | Ассирійська імперія                                         |
| 601 до н.е. | 586 до н.е.                             | Юдейсько-вавилонська війна                                                              | Вавилонія Халдея                                                        | Юдейське царство                                            |
| 552 до н.е. | 539 до н.е.                             | Війни Кіра ІІ Великого                                                                  | Перська імперія Ахеменідів                                              | Мідія Вавилонія Лідія Согдіана                              |
| 552 до н.е. | 550 до н.е.                             | Перське повстання Частина війн Кіра ІІ Великого                                         | Перси                                                                   | Мідія                                                       |
| 547 до н.е. | 547 до н.е.                             | Перське завоювання Лідії Частина війн Кіра ІІ Великого                                  | Перська імперія Ахеменідів                                              | Лідія                                                       |
| 540 до н.е. | 539 до н.е.                             | Перське завоювання Еламу Частина війн Кіра ІІ Великого                                  | Перська імперія Ахеменідів                                              | Елам                                                        |
| 539 до н.е. | 539 до н.е.                             | Перське завоювання Вавилонії Частина війн Кіра ІІ Великого                              | Перська імперія Ахеменідів                                              | Вавилонія                                                   |
| 500 до н.е. | 448 до н.е.                             | Греко-перські війни                                                                     | Грецькі міста-держави: - Афіни - Спарта - Фіви Афінський морський союз  | Перська імперія Ахеменідів                                  |
| 499 до н.е. | 494 до н.е.                             | Іонійське повстання Частина греко-перських війн                                         | Перська імперія Ахеменідів                                              | Іонія та союзники                                           |
| 492 до н.е. | 490 до н.е.                             | Перше перське вторгнення до Греції Частина греко-перських війн                          | Перська імперія Ахеменідів                                              | Іонія та союзники                                           |
| 480 до н.е. | 479 до н.е.                             | Друге перське вторгнення до Греції Частина греко-перських війн                          | Грецькі міста-держави очолювані Афінами та Спартою                      | Перська імперія Ахеменідів                                  |
| 480 до н.е. | 480 до н.е.                             | Перша сицилійська кампанія Частина Сицилійських війн                                    | Сіракуза                                                                | Карфаген                                                    |
| 479 до н.е. | 448 до н.е.                             | Грецька контратака Частина греко-перських війн                                          | Грецькі міста-держави очолювані Афінами та Спартою                      | Перська імперія Ахеменідів                                  |
| 431 до н.е. | 404 до н.е.                             | Пелопоннеська війна                                                                     | Пелопоннеський союз                                                     | Афінський морський союз                                     |
| 410 до н.е. | 340 до н.е.                             | Друга сицилійська кампанія Частина Сицилійських війн                                    | Сіракуза Спарта Коринф                                                  | Афінський морський союз                                     |
| 395 до н.е. | 387 до н.е.                             | Коринфська війна                                                                        | Афіни Фіви Коринф                                                       | Пелопоннеський союз                                         |
| 378 до н.е. | 372 до н.е.                             | Беотійська війна                                                                        | Фіви Афіни                                                              | Спарта                                                      |
| 358 до н.е. | 336 до н.е.                             | Розквіт Македонського царства                                                           | Македонське царство                                                     | Союз грецьких міст-держав на чолі з Афінами                 |
| 343 до н.е. | 290 до н.е.                             | Самнітські війни                                                                        | Римська республіка                                                      | Самніти                                                     |
| 343 до н.е. | 341 до н.е.                             | Перша Самнітська війна Частина Самнітських війн                                         | Римська республіка                                                      | Самніти                                                     |
| 340 до н.е. | 338 до н.е.                             | Друга Латинська війна                                                                   | Римська республіка Самніти                                              | Латинський союз                                             |
| 339 до н.е. | 338 до н.е.                             | Загарбання Греції Філіппом ІІ Македонським (Четверта Священна війна)                    | Македонське царство                                                     | Афіни Фіви Коринф інші грецькі міста-держави                |
| 327 до н.е. | 304 до н.е.                             | Друга Самнітська війна Частина Самнітських війн                                         | Римська республіка                                                      | Самніти                                                     |
| 334 до н.е. | 323 до н.е.                             | Війни Александра Македонського                                                          | Македонське царство                                                     | Перська імперія Ахеменідів Согдіана грецькі міста-держави   |
| 321 до н.е. | 320 до н.е.                             | Загарбання імперії Нанда імперією Маур'їв                                               | Імперія Мару'їв                                                         | Імперія Нанда                                               |
| 321 до н.е. | 301 до н.е.                             | Війни діадохів                                                                          | Полководці Александра Македонського                                     | Полководці Александра Македонського                         |
| 298 до н.е. | 290 до н.е.                             | Третя Самнітська війна Частина Самнітських війн                                         | Римська республіка                                                      | Самніти                                                     |
| 280 до н.е. | 275 до н.е.                             | Піррова війна                                                                           | Римська республіка                                                      | Епір                                                        |
| 274 до н.е. | 200 до н.е.                             | Сирійські війни                                                                         | Царство Птолемеїв                                                       | Держава Селевкідів                                          |
| 264 до н.е. | 146 до н.е.                             | Пунічні війни                                                                           | Римська республіка                                                      | Карфаген                                                    |
| 264 до н.е. | 241 до н.е.                             | Перша Пунічна війна Частина Пунічних війн                                               | Римська республіка                                                      | Карфаген                                                    |
| 218 до н.е. | 202 до н.е.                             | Друга Пунічна війна Частина Пунічних війн                                               | Римська республіка                                                      | Карфаген                                                    |
| 149 до н.е. | 146 до н.е. (церемоніальний мир – 1985) | Третя Пунічна війна Частина Пунічних війн                                               | Римська республіка                                                      | Карфаген                                                    |
| 218 до н.е. | 204 до н.е.                             | Італійський похід Ганнібала Барки Частина Пунічних війн                                 | Римська республіка                                                      | Карфаген                                                    |
| 230 до н.е. | 221 до н.е.                             | Об’єднання Китаю і створення імперії Цінь                                               | Цінь                                                                    | Хань Жао Дай Ян Вей Чу Ці                                   |
| 215 до н.е. | 168 до н.е.                             | Македонські війни                                                                       | Римська республіка                                                      | Македонське царство                                         |
| 215 до н.е. | 205 до н.е.                             | Перша Македонська війна Частина Македонських війн                                       | Римська республіка Союзницькі грецькі міста-держави на чолі зі Спартою  | Македонське царство Ахейський союз                          |
| 209 до н.е. | 88 до н.е.                              | Війни Парфянського царства та імперії Селевкідів                                        | Парфянське царство                                                      | Держава Селевкідів                                          |
| 209 до н.е. | 209 до н.е.                             | Повстання у волості Дацзе (повстання проти династії Цінь                                | Хань та союзники                                                        | імперія Цінь                                                |
| 205 до н.е. | 200 до н.е.                             | Критська війна                                                                          | Родос та союзники                                                       | Македонське царство та союзники                             |
| 200 до н.е. | 196 до н.е.                             | Друга Македонська війна Частина Македонських війн                                       | Римська республіка Родос                                                | Македонське царство                                         |
| 195 до н.е. | 195 до н.е.                             | Лаконська війна                                                                         | Римська республіка Родос Македонське царство Ахейський союз             | Спарта                                                      |
| 191 до н.е. | 188 до н.е.                             | Сирійська війна (Римсько-селевкідська війна)                                            | Римська республіка Родос Македонське царство Ахейський союз             | імперія Селевкідів                                          |
| 171 до н.е. | 168 до н.е.                             | Третя Македонська війна Частина Македонських війн                                       | Римська республіка                                                      | Македонське царство                                         |
| 167 до н.е. | 167 до н.е.                             | Вторгнення парфян у Бактрію                                                             | Парфянське царство                                                      | Греко-Бактрійське царство                                   |
| 154 до н.е. | 154 до н.е.                             | Повстання семи царств                                                                   | Імперія Хань                                                            | Ву Чу Жао інші союзники                                     |
| 138 до н.е. | 111 до н.е.                             | Південна експансія імперії Хань                                                         | Імперія Хань                                                            | Міньює Дянь Намв'єт                                         |
| 135 до н.е. | 71 до н.е.                              | Римсько-рабські війни                                                                   | Римська республіка                                                      | Раби-повстанці                                              |
| 135 до н.е. | 132 до н.е.                             | Перша Римсько-рабська війна (Перше Сицилійське повстання) Частина Римсько-рабських війн | Римська республіка                                                      | Раби-повстанці з Сицилії                                    |
| 122 до н.е. | 105 до н.е.                             | Югуртинська війна                                                                       | Римська республіка                                                      | Нумідія                                                     |
| 113 до н.е. | 101 до н.е.                             | Кімврська війна                                                                         | Римська республіка                                                      | Племена кімврів і тевтонів                                  |
| 104 до н.е. | 100 до н.е.                             | Друга Римсько-рабська війна (Друге Сицилійське повстання) Частина Римсько-рабських війн | Римська республіка                                                      | Раби-повстанці з Сицилії                                    |
| 113 до н.е. | 101 до н.е.                             | Союзницька війна                                                                        | Римська республіка                                                      | Повсталі племена Італії, в основному марси і самніти        |
| 89 до н.е.  | 63 до н.е.                              | Мітрідатові війни                                                                       | Римська республіка                                                      | Понтійське царство                                          |
| 89 до н.е.  | 85 до н.е.                              | Перша Мітрідатова війна Частина Мітрідатових війн                                       | Римська республіка                                                      | Понтійське царство грецькі повстанці                        |
| 88 до н.е.  | 87 до н.е.                              | Перша Сулланська громадянська війна                                                     | Прибічники Марія                                                        | Прибічники Сулли                                            |
| 87 до н.е.  | 85 до н.е.                              | Вірмено-парфянська війна                                                                | Велика Вірменія                                                         | Парфянське царство                                          |
| 83 до н.е.  | 82 до н.е.                              | Друга Мітрідатова війна Частина Мітрідатових війн                                       | Римська республіка                                                      | Понтійське царство                                          |
| 83 до н.е.  | 82 до н.е.                              | Друга Сулланська громадянська війна (Громадянська війна в Римі)                         | Оптимати (Прибічники Сулли)                                             | Популяри (Прибічники Марія)                                 |
| 73 до н.е.  | 71 до н.е.                              | Третя Римсько-рабська війна або Повстання Спартака Частина Римсько-рабських війн        | Римська республіка                                                      | Повсталі раби на чолі зі Спартаком                          |
| 74 до н.е.  | 63 до н.е.                              | Третя Мітрідатова війна Частина Мітрідатових війн                                       | Римська республіка                                                      | Понтійське царство Велика Вірменія                          |
| 65 до н.е.  | 65 до н.е.                              | Іберійська та албанська кампанії Гнея Помпея<                                           | Римська республіка                                                      | Царство Іберія Кавказька Албанія                            |
| 66 до н.е.  | 217                                     | Римсько-парфянські війни                                                                | Римська республіка (до 24 до н.е.) Римська імперія (після 24 до н.е.)   | Парфянське царство                                          |
| 58 до н.е.  | 50 до н.е.                              | Галльська війна                                                                         | Римська республіка                                                      | Галли та союзницькі племена                                 |
| 55 до н.е.  | 54 до н.е.                              | Вторгнення Цезаря в Британію                                                            | Римська республіка                                                      | Брити                                                       |
| 53 до н.е.  | 51 до н.е.                              | Парфянська війна Марка Ліцинія Красса                                                   | Парфянське царство                                                      | Римська республіка                                          |
| 49 до н.е.  | 45 до н.е.                              | Громадянські війни Юлія Цезаря                                                          | Гай Юлій Цезар Популяри                                                 | Римський сенат Оптимати                                     |
| 49 до н.е.  | 30 до н.е.                              | Громадянські війни в Римі                                                               |                                                                         |                                                             |
| 44 до н.е.  | 42 до н.е.                              | Громадянська війна «Визволителів» Частина Громадянських війн в Римі                     | Другий тріумвірат                                                       | «Визволителі» на чолі з Марком Юнієм Брутом та Гаєм Кассієм |
| 44 до н.е.  | 36 до н.е.                              | Сицилійське повстання Частина Громадянських війн в Римі                                 | Римська республіка                                                      | Секст Помпей та його союзники                               |
| 41 до н.е.  | 40 до н.е.                              | Перузійська війна Частина Громадянських війн в Римі                                     | Римська республіка                                                      | Фульвія та Луцій Антоній                                    |
| 32 до н.е.  | 30 до н.е.                              | Остання війна Римської республіки Частина Громадянських війн в Римі                     | Римська республіка (прибічники Октавіана Августа                        | Царство Птолемеїв (прибічники Марка Антонія)                |